# Modernización de las Fuerzas Armadas de España
Debido a la coyuntura económica favorable de España en los años 90 del siglo pasado, la predisposición de otras naciones como Estados Unidos a vender los equipos que se solicitaran sin restricciones de ningún tipo a causa del régimen político y la firma de varios acuerdos a nivel europeo ha facilitado un proceso sin igual de modernización de las Fuerzas Armadas de España durante los años 1990 y años 2000.
Tras un fuerte parón inversor en la década de 2010 debido a la crisis económica española (2008-2014), recientemente se produjo un aumento de la inversión en defensa como consecuencia del aumento de la inestabilidad internacional (crisis en varios países del Sahel, las tensiones en Taiwan, la invasión rusa de Ucrania iniciada en 2022 o la guerra Israel-Gaza de 2023, entre otros), para que España cumpla sus compromisos con la OTAN y la Unión Europea.

## Primera Modernización (década 1990 y década 2000)

### Ejército de Tierra

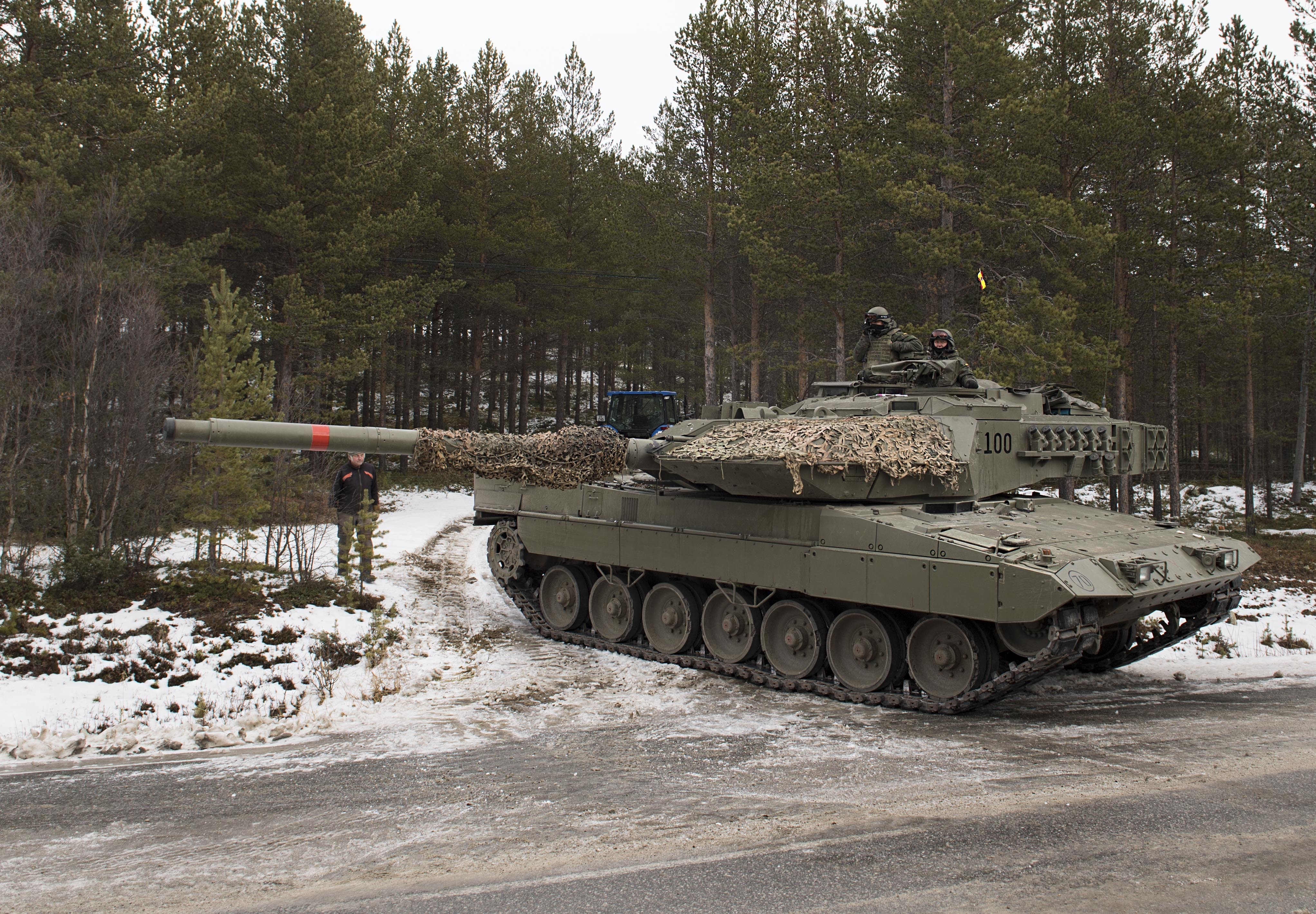
Por el Programa Coraza el carro de combate Leopardo 2E constituye hoy día el tanque de batalla principal del Ejército de Tierra español. España optó por la licencia de fabricación de 219 unidades Leopardo 2E en la década de 1990.

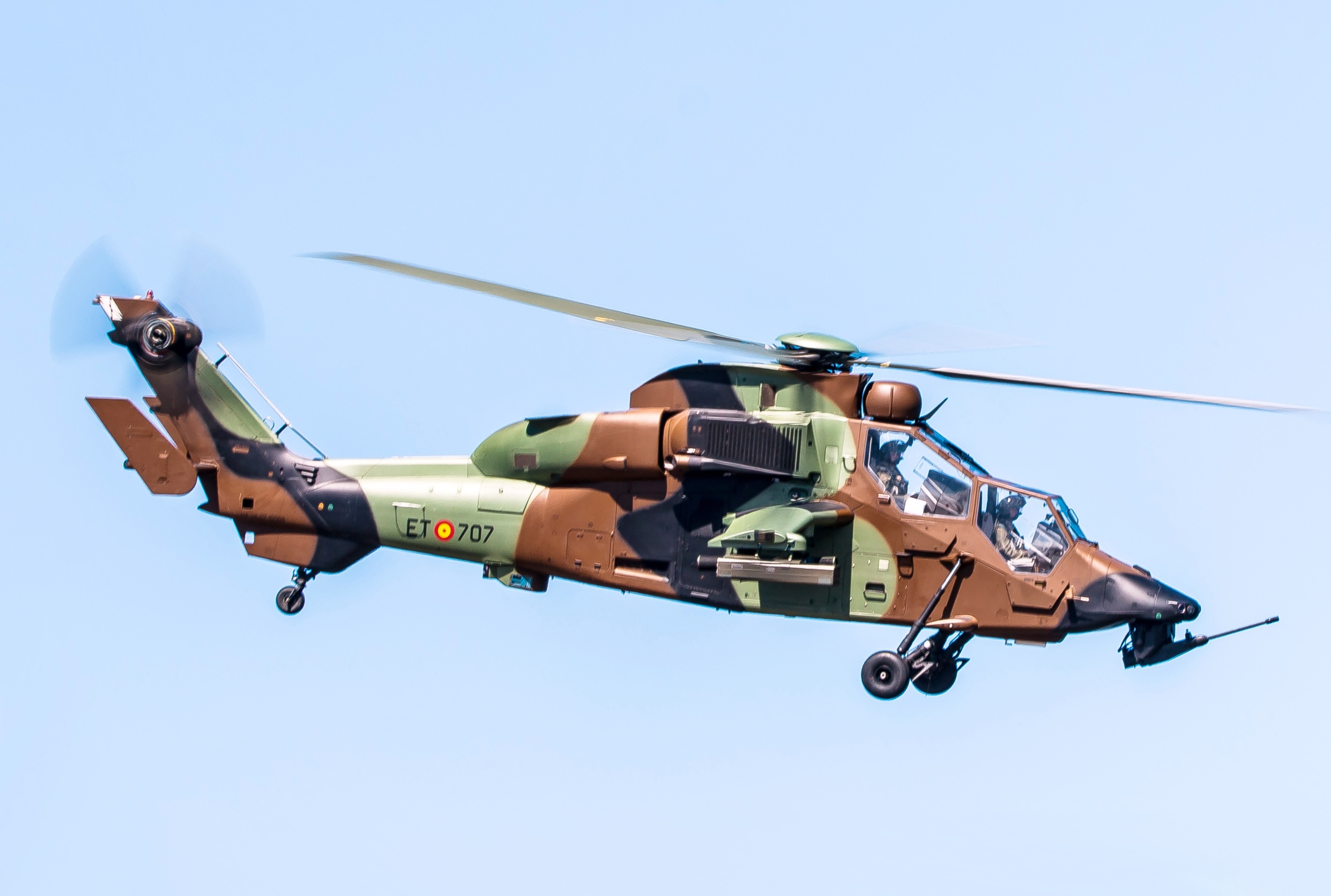
Por el Programa Tigre el gobierno español acabó adquiriendo 24 Eurocopter Tigre; de los cuales 18 fueron versión HAD y 6 en HAP.

#### Carros de combate
- Leopard 2A4 y Leopardo 2E (Programa Coraza)
- ASCOD Pizarro / Ulan Blindados Pizarro 261 unidades entregadas.
- Misil contra carro Misil Spike 404 lanzaderas y 4.000 misiles.[5]
- Artillería remolcada OBUS 155/52 Santa Bárbara Sistemas 155/52 82 unidades.

#### Helicópteros
- Helicóptero Eurocopter EC665 Tigre se entregaron 24 unidades, siguen 18 operativas. (Programa Tigre)
- Helicóptero transporte NH-90 se prevén 45 unidades[6] a un coste unitario básico de más de 22 millones de euros. Actualmente se han recibido 22 unidades.
- Helicóptero transporte Eurocopter AS 532 Cougar se recibieron 21 unidades, se perdieron 4 en accidentes.
- Helicópteros Sikorsky SH-60 Seahawk. Se recibieron 6 unidades por un valor de 155 millones de euros[7] y después otras 14 hasta llegar a las 20 unidades.

### Armada

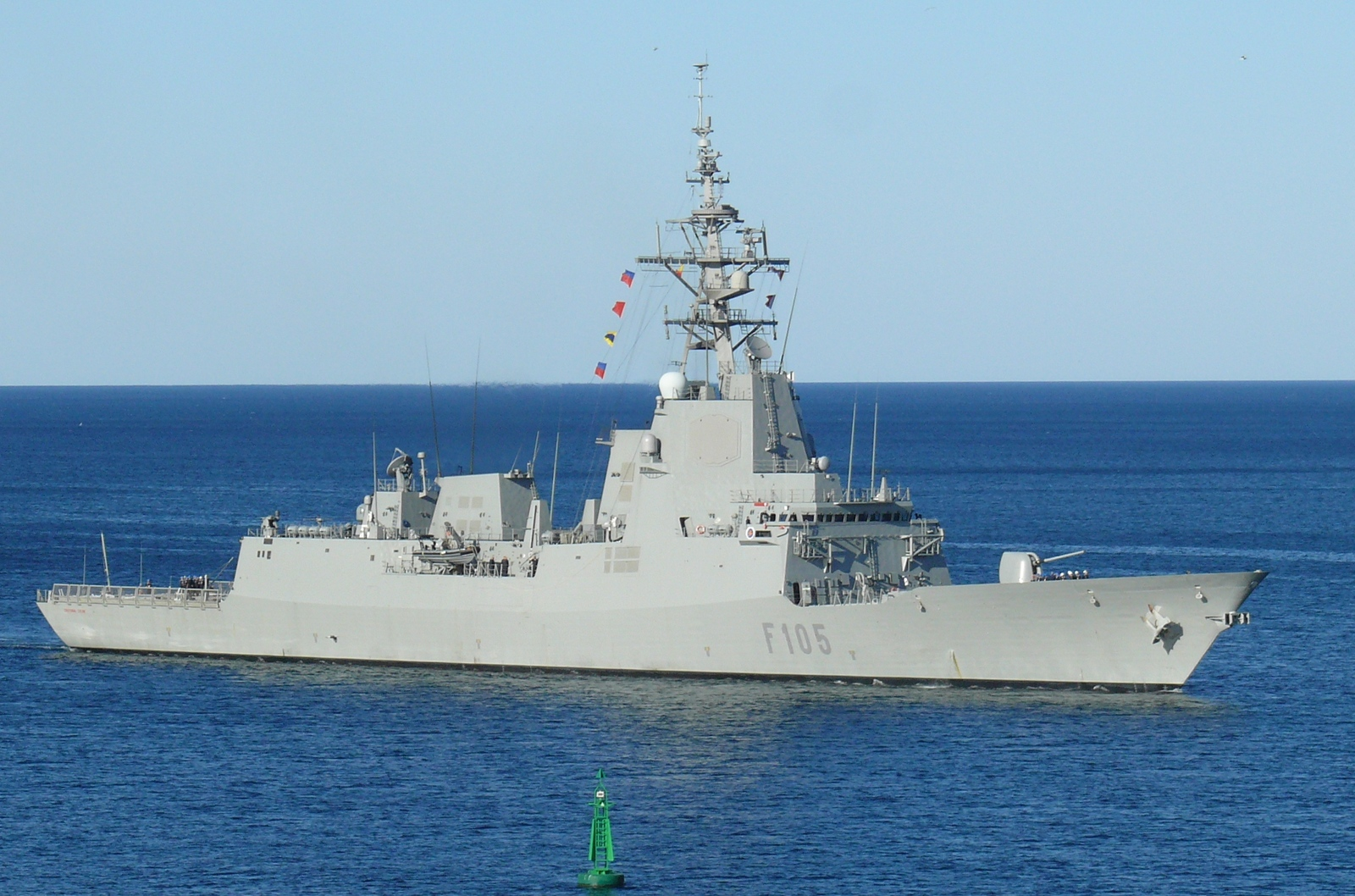
Tras el fracaso de la NFR-90 el gobierno español autorizaría la construcción de 5 fragatas F-100 Clase Álvaro de Bazán como parte del Plan ALTAMAR.

#### Fragatas F-100
- Clase Álvaro de Bazán (NFR-90)
  - Álvaro de Bazán (F-101).
  - Almirante Juan de Borbón (F-102).
  - Blas de Lezo (F-103).
  - Méndez Núñez (F-104).
  - Cristóbal Colón (F-105).

#### Buque portaeronaves
- Juan Carlos I (L-61)

#### Buques anfibios
- Clase Galicia
  - Galicia (L-51)
  - Castilla (L-52)

#### Buques de Aprovisionamiento en Combate
- Patiño (A-14)
- Cantabria (A-15)

#### Buques de Acción Marítima
- Clase Meteoro
  - Meteoro (P-41)
  - Rayo (P-42)
  - Relámpago (P-43)
  - Tornado (P-44)
  - Audaz (P-45)
  - Furor (P-46)

#### Submarinos clase S-80
(A pesar de estar diseñados desde principios de los 2000 se empezaron a entregar a la Armada a partir del año 2023, debido a varios retrasos en el programa)
- Clase S-80
  - Isaac Peral (S-81)
  - Narciso Monturiol (S-82)
  - Cosme García (S-83)
  - Mateo García de los Reyes (S-84)
  - S-85
  - S-86

### Ejército del Aire

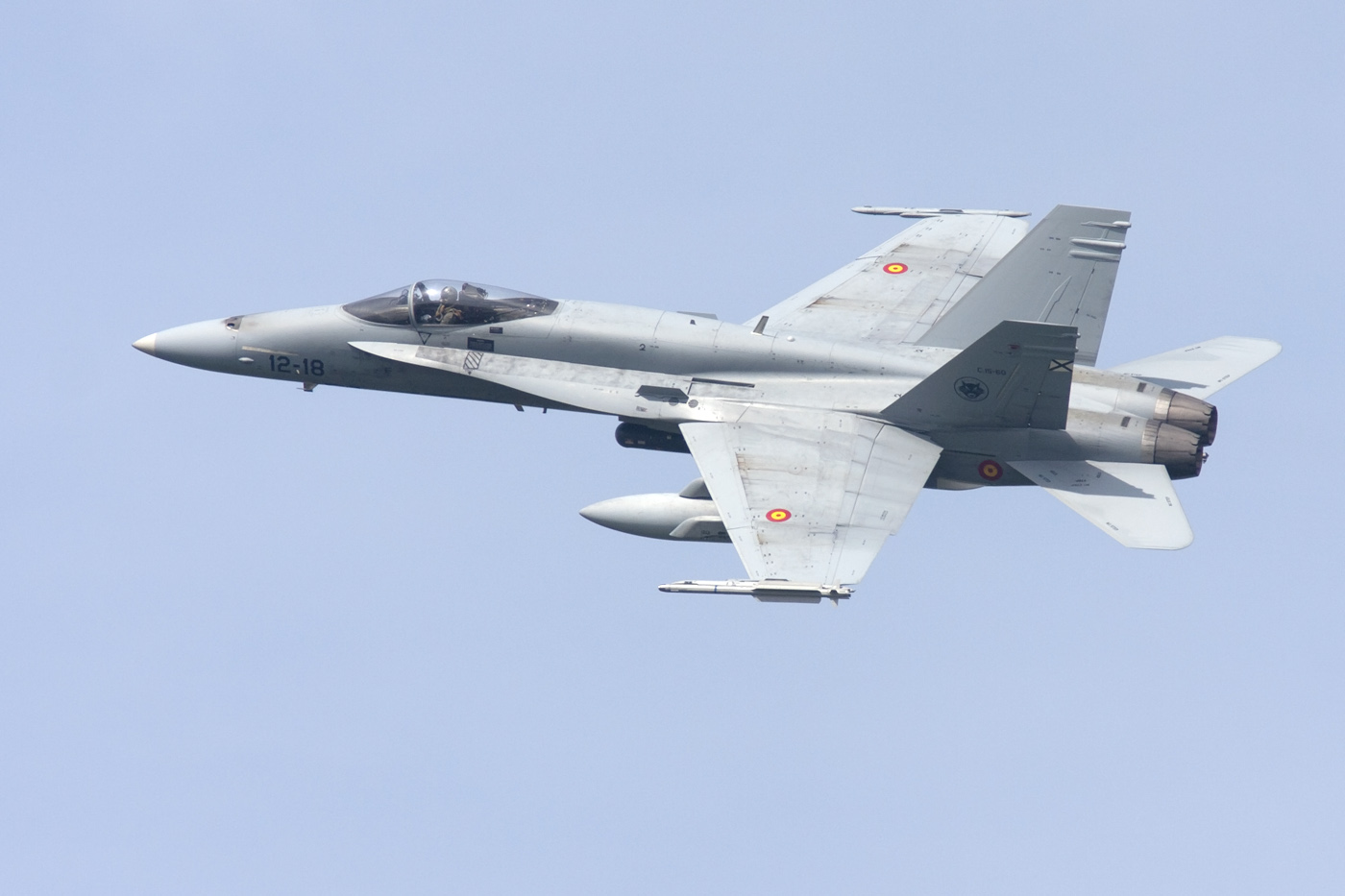
Por el Programa FACA el gobierno español adquirió 96 unidades del caza de combate EF-18 Hornet.

#### Aviones
- Avión de combate EF-18 Hornet (Programa FACA de finales de los años 1980), se recibieron 96 unidades.
- Avión de combate Eurofighter Typhoon, se recibieron 73 unidades.
- Avión transporte Airbus A400M, se recibieron  27 unidades.
- Avión contraincendios Bombardier 415, se recibieron 2 unidades.

#### Equipos
- 700 misiles IRIS-T aire/aire de corto alcance
- 43 misiles de crucero de largo alcance aire/tierra Taurus KEPD 350

## Equipos a los que se ha renunciado
Tras el incidente de la isla de Perejil el Gobierno aprobó una serie de compras para la Armada, como los nuevos helicópteros teledirigidos MQ-8 Fire Scout, en aquel momento en fase de desarrollo.
En 2009 se renunció a la compra de misiles Tomahawk acordada en 2005 con los que se pretendía equipar las Fragatas F-100 y los submarinos S-80.

## Segunda modernización (década 2020 y década 2030)
Para los años 2020 y años 2030 se prevén los siguientes grandes programas:

### Ejército de Tierra
- Modernización de los tanques Leopardo 2E
- Modernización de los blindados Pizarro
- Vehículos 8x8 Dragón
- Vehículo de Apoyo de Cadenas
- Lanzacohetes SILAM
- Drones Sirtap
- Helicópteros NH-90 TTH
- Actualización de los helicópteros Eurocopter Tigre HAD
- Buques logísticos Ysabel (A-06) y  El Camino Español (A-07)

### Armada
- Fragatas Clase F-110
  - Bonifaz (F-111)
  - Roger de Lauria (F-112)
  - Menéndez de Avilés (F-113)
  - Luis de Córdova (F-114)
  - Barceló (F-115)
- Buques de Acción Marítima
  - P-47
  - P-48
  - Buque de rescate submarino Poseidón (A-21)
- Modernización de los cazaminas clase Segura
- Helicópteros MH-60 Romeo y NH-90
- Aviones Lockheed Martin F-35 Lightning II modelo B (expectativa)

### Ejército del Aire
- Aviones A-400M
- Aviones cisterna Airbus A330 MRTT

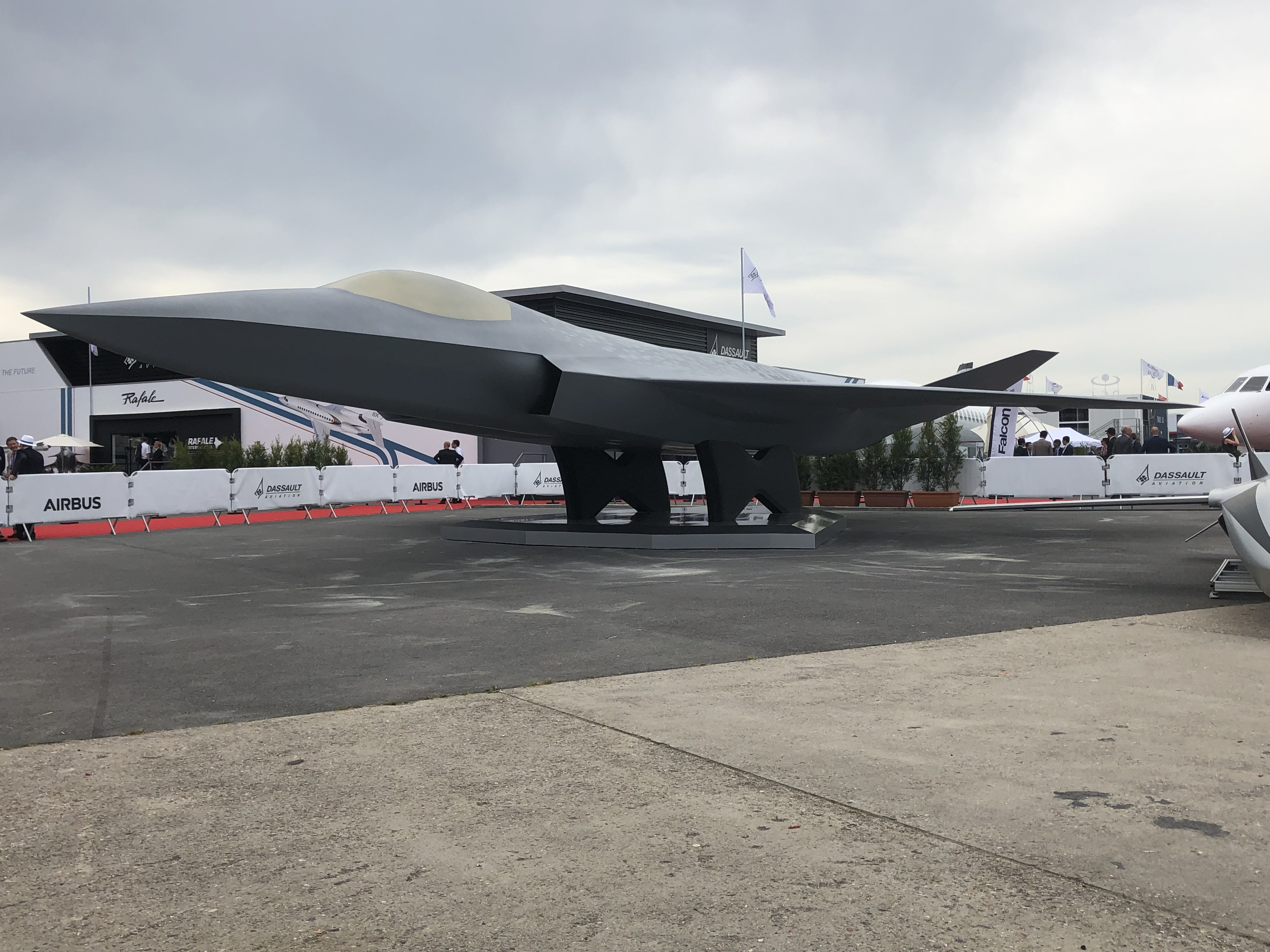
Maqueta del caza FCAS.

- Aviones Eurofighter Typhoon tranche 3/4
- Aviones Eurofighter Typhoon Long Term Evolution (LTE)
- Modernización de aviones de entrenamiento Northrop F-5
- Aviones de entrenamiento Pilatus PC-21
- Aviones de entrenamiento TAI Hürjet (expectativa)
- Aviones de vigilancia marítima C-295
- Aviones Lockheed Martin F-35 Lightning II modelo A (expectativa)
- Aviones Dassault nEUROn del programa FCAS
- Avión de sexta generación del programa FCAS
- Helicópteros NH-90
- Drones EuroMALE

### Equipos
- Adquisición de misiles Brimstone, Amraam, Mistral III, AIM-120-C7, Spike LR2, Patriot y NSM